# گوین فلاد
گوین فلاد (انگلیسی: Gavin Flood؛ زادهٔ ۱۹۵۴ (۷۰–۷۱ سال)) محقق دین‌شناسی تطبیقی و متخصص شیواپرستی اهل بریتانیا است. او بین سالهای ۲۰۰۵ و ۲۰۱۵ در دانشگاه دین‌شناسی آکسفورد مشغول به‌کار بود. در سال ۲۰۰۸ فلاد به عنوان استاد مطالعات هندو در داشنگاه آکسفورد منصوب شد و در ۲۰۱۵ به عضویت آکادمی بریتانیا درآمد. از مهمترین آثار او می‌توان به «مقدمه‌ای بر آیین هندو» و «فراتر از پدیدشناختی» اشاره کرد.